# Alexis Valdés
Alexis Valdés Gutiérrez (La Habana, 16 de agosto de 1963) es un actor, cineasta, humorista, guionista, monologuista, productor, poeta, compositor e intérprete cubano..

## Biografía
Hijo del actor humorístico cubano Leonel Valdés (m. 2010) y una profesora, tras licenciarse en ingeniería y llevar diez años actuando en Cuba, se instala en España en la década de los 90 donde se hace conocido gracias a sus intervenciones en programas como El club de la comedia. En 2005, actúa, dirige y produce su primera película, Un rey en La Habana.
Actualmente reside en Miami (Estados Unidos) donde produce y presenta Late Nights de gran éxito como Esta Noche Tu Night y Seguro que Yes, y también escribe y produce obras de teatro de gran éxito. En 2020 escribe el poema Esperanza de gran impacto en toda el habla hispana. En 2022 editó unas memorias de su dura infancia titulada "El miedo nos hizo fuertes".

## Filmografía
- Arrobá (2013)
- Locos por el Surf (2007) (Voz)
- Colegas en el bosque (Voz)
- Un ajuste de cuentas (2006)
- Madagascar (2005) (Voz)
- 90 millas (2005)
- Un rey en La Habana (2005)
- El oro de Moscú (2003)
- Clara y Elena (2001)
- Tuno negro (2001)
- Torrente 2: Misión en Marbella (2001)
- Tatawo (2000)
- Salsa (2000)
- París-Tombuctú (1999)
- El siglo de las luces (1992)
- María Antonia (1991)

Hasta diciembre de 2012 estuvo como presentador del show humorístico Esta noche tu night (en Miami), donde no solo recibe a los grandes del arte (bien músicos, humoristas...) sino que interpreta a una de las joyas de su carrera: Cristinito. Cabe destacar, que este polifacético actor ha comenzado a incursionar de forma profesional en la música, resultado de eso es su primer sencillo: "El Cariñito".

## Televisión
- White House Plumbers (2023) HBO
- Las Campos (2018) Telecinco
- Olmos y Robles (2015) TVE
- Sopa de gansos (2015) Cuatro
- Esta noche tu night (Mega TV)
- Seguro que Yes en Miami
- Casi perfectos (2004–2005) Antena 3
- El Club de la Comedia (2000-2004) Canal + y Telecinco
- El inquilino (2004) Antena 3
- Casi Perfectos (2004-2005)
- Aída (1 capítulo - 2005) Telecinco
- Un paso adelante (2 capítulos - 2003) Antena 3
- Humor se escribe con H. (2000-2001). TVE 1
- La primera noche (2000-2001). ETB
- Casi todo a cien. Año 2000 Telemadrid
- La vuelta al mando. Año 2000–2001. A3Tv
- El Comisario. Año 1999. Tele 5
- Ellas son así. Año 1999. Tele 5
- Gala de la Hispanidad. Año 1998. Tele 5
- Donas de Aigua. Año 1998. TV3
- Vidas cruzadas. Año 1997. TV3 y Canal Sur
- Terra Indigo. Año 1996. TF1 Francia
- Sabadazo en Cuba, Cubavisión (Cuba)
- Aventuras "Los Pequeños Fugitivos" (1988) (Cuba)

Durante quince años en el periodo 1985-1995 en la TV cubana y la radio actuó en los más importantes espacios y series, ganándose el cariño del público, llegando a ser una de las figuras más importantes de los medios, en ocasiones actuó junto a su padre y hermano. En ese periodo contrajo matrimonio con la actriz cubana Jacquelin Arenal, en un programa televisivo en vivo.

## Teatro
- Alexis Valdés, solo contigo, Teatro Manuel Artime, Miami (abril de 2005)
- Un cubano en la corte del Rey Juan, Autor e intérprete. Teatro Infanta Isabel en Madrid
- Gira por España (2003-2005), con la obra Un cubano en la corte del Rey Juan
- Teatro Venevisión Internacional Miami (octubre de 2004) Presenta la obra Un cubano en la corte del Rey Juan
- 5 Hombres.com, Teatro Alcázar en Madrid (2000-2001) Gran éxito de la temporada y gira por España
- Me sale de mi cabecita, Autor e intérprete. Teatro Alfil de Madrid (1998-1999).
- Me sale de mi cabecita, Sala Montaner Barcelona (1997-1998).
- Gira por España (1997-1999). Trescientas representaciones.
- Guys and Dolls, Dir. Mario Gas. Teatro Nacional de Catalunya (1998)
- La Tempestad, Dir. Calixto Bieito. Festival de Almagro, Festival Grec. Teatro Nuevo Apolo Madrid (1997)
- Angels a América, Dir. Josep M. Flotats. Teatro Nacional de Catalunya (1996-1997)
- Escritor del Libro "Dos Nalgas Peludas"